# Sáh (Einheit)
Sáh war ein Längenmaß in Böhmen, Mähren, in der Prager Region und Schlesien. Das Maß entsprach der Klafter. 
- im 17. Jahrhundert 1 Sáh = 3 Lokty/Elle (1 L. = 0,5914 Meter) = 1,7742 Meter
- im 19. Jahrhundert 1 Sáh = 6 Stopa/Fuß (1 S. = 0,316 Meter) = 1,896 Meter
  - 4000 Sáh  = 1 Mile/Meile = 7586 Meter